# آنخل امانوئل لونا
آنخل امانوئل لونا (انگلیسی: Angel Emanuel Luna؛ زادهٔ ۳۰ ژانویهٔ ۱۹۸۹) بازیکن فوتبال اهل آرژانتین است.
از باشگاه‌هایی که در آن بازی کرده‌است می‌توان به باشگاه فوتبال ریور پلاته و باشگاه ورزشی سن لورنسو آلماگرو اشاره کرد.